# Mucropetraliella tubulifera
Mucropetraliella tubulifera är en mossdjursart som först beskrevs av Ferdinand Canu och Ray Smith Bassler 1929.  Mucropetraliella tubulifera ingår i släktet Mucropetraliella och familjen Petraliellidae. Inga underarter finns listade i Catalogue of Life.